# FidoNet
FidoNet este o rețea de calculatoare mondială care este utilizată pentru comunicarea între sistemele de bulletin board system (BBS-uri). Utilizează un sistem de stocare și redirecționare⁠(d) pentru a schimba mesaje private⁠(d) (e-mail) și publice (forum⁠(d)) între BBS-urile din rețea, precum și alte fișiere și protocoale în unele cazuri.
Sistemul FidoNet s-a bazat pe mai multe programe mici conectate, dintre care doar unul trebuia portat pentru a suporta alte programe BSS. FidoNet a fost una dintre puținele rețele care funcționa pe aproape toate programele BBS, precum și pe o serie de servicii online non-BBS. Această construcție modulară a permis, de asemenea, FidoNet să treacă cu ușurință la noi sisteme de compresie a datelor, ceea ce era important într-o epocă în care se foloseau comunicații bazate pe modem prin conexiuni telefonice cu taxe mari pentru apeluri la distanță lungă.